# Bílý dominikán
Bílý dominikán (německy Der weisse Dominikaner) je román německy píšícího spisovatele Gustava Meyrinka. Poprvé vyšel v roce 1921, první české vydání poté v roce 1927. Jedná se o Meyrinkův nejesoteričtější román, čerpá mimo jiné z autorova zájmu o okultizmus a teosofii. Podle některých odborníků patří tento román k autorovým nejlepším dílům, oceňováno je například využívání snové atmosféry a esoterní symboliky. I z tohoto důvodu zůstává Bílý dominikán částečně nepochopený. Název Bílý dominikán je odvozen od stejnojmenné postavy v tomto románu.

## Děj
Kniha je zarámována do situace, kdy se jakýsi spisovatel snaží o psaní textu, avšak nepochopitelnou silou je nucen psát životopis záhadného zemřelého. Vlastní děj románu Bílý dominikán je zasazen do alegorie bavorského města Wasserburg, které je ze všech stran obemknuté řekou. Hlavní postavou je Christopher Taubenschlag, sirotek, kterého se ujal baron von Jöcher, šlechtic zběhlý v okultních naukách. Christopher je lampář, stará se tedy o veřejné osvětlení. Christopher zjišťuje, že má schopnost bloudit ve snech mezi světy živých a mrtvých, jeho otec ho postupně zasvěcuje do složité rodové duchovní nauky. Ve stejné době se rovněž Christopher zamiluje do Ofélie, dcery výrobce rakví Mutschelknause a mladé umělkyně, která bydlí v domě naproti. Románem prostupuje také postava bílého dominikána, se kterým se Christopher poprvé setkal jako malý u zpovědi, kdy mu odpustil všechny hříchy. Předělem v životě mladého Christophera je sebevražda Ofélie, to ho velmi zasáhne a přichází další část jeho spirituální cesty, v rámci té dokonce potkává sebe sama ve formě svých mrtvých předků, dál a dál ho otec zasvěcuje do rodové spirituality. Později také umírá baron von Jöcher, to už ale Christopher ví, že je to jeho opravdový otec, nikoliv pouze adoptivní. Nakonec přichází takové opětovné setkání Christophera s Ofélií, nastává znovuzrození po zasažení bleskem při bouři.

## Interpretace a přijetí díla
Bílý dominikán je, stejně jako ostatní Meyrinkovy romány, iniciačním románem. Iniciační romány se soustředí na popis přeměny hlavní postavy z tzv. adepta na člověka zasvěceného.
V Bílém dominikánovi je tímto adeptem na zasvěcení Christopher Taubenschlag. Pro adepty v Meyrinkových románech je typické, že jsou nějak znevýhodněni svým původem, Christopher není jiný, jeho handicapem je to, že je sirotek. Christopher podstupuje iniciační cestu, která je ukončena znovuzrozením a přeměnou v člověka zasvěceného.
Další typickou postavou iniciačního románu je zasvětitel. Po události, která uvede děj do pohybu, potkává adept zasvětitele, postavu, která mu pomáhá na své iniciační cestě. V Bílém dominikánovi je tato role rozdělena na několik postav. První z nich je vlastní bílý dominikán, postava, která prostupuje dějem a poprvé se s Christopherem setkává v jeho mládí na zpovědi. Dalším ze zasvětitelů je Christopherův otec, baron von Jöcher, který ho zasvěcuje do rodového okultizmu. Třetím zasvětitelem je Christopherův stejnojmenný prapředek, kterého potkal ve svých snech. Poslední postavou typickou pro iniciační romány je panna, která má představovat ženský princip. Její roli v Bílém dominikánovi plní Christopherova láska Ofélie.
Důležité jsou u Meyrinkových děl také iniciační předměty, která jsou nějak spjaty s aktem zasvěcení, v Bílém dominikánovi jde především o červenou knihu, při aktu zasvěcení potom dále řádový plášť a meč.
Přijetí díla v Československu bylo poměrně problematické. Navzdory tomu, že romány byly z němčiny překládány velmi rychle, kritické reakce byly spíše chladné. Největší úspěch zde zažila autorova románová prvotina Golem, Bílý dominikán doplatil na postupné opadávání zájmu o Meyrinka, jakožto čtvrtý autorův román zde tedy tolik úspěšný nebyl.
Román zapadá do Meyrinkovy románové tvorby také svým koncem, typické je, že přichází adeptova symbolická smrt a znovuzrození, přesně to se odehrává v Bílém dominikánovi, finální přeměně je také často přítomný oheň, to bylo zde transponováno na blesk. V knize se také vyskytují různé typické motivy, prvním z nich je dům. V tomto románu hlavní postava obývá dům svých předků, bydlí v téměř nezařízených místnostech v nejvyšších patrech, avšak s postupem poschodími směrem dolů se stává prostředí honosnější, ve sklepení je dokonce alchymistická dílna zakladatele jejich rodu. Dalším zajímavým motivem je například most, který zde odděluje domy Christophera a Ofélie, symbolicky tedy odděluje dva různé světy.

## Česká vydání
- Bílý dominikán. Praha: B. Kočí, 1927. 127 s. Překlad Antonín Bayer
- Bílý dominikán. Ústí nad Labem: Perseus, 1992. 151 s. ISBN 80-900738-1-6.
- Valpuržina noc:Bílý dominikán. Praha: Odeon, 1992. 330 s. ISBN 80-207-0382-9. Překlad Eva Pátková a Petr Kaška
- Bílý dominikán. Ústí nad Labem: AOS Publishing, 1997. 151 s. ISBN 80-86063-07-0. Dle překladu A. Bayera upravil P. Mészáros
- Bílý dominikán. Praha: Argo, 1999. 135 s. ISBN 80-7203-120-1. Překlad Petr Kaška